# Cheylard-l'Évêque
Pour les articles homonymes, voir L'Évêque.
Cheylard-l'Évêque est une commune française, située dans le nord-est du département de la Lozère en région Occitanie.
Exposée à un climat de montagne, elle est drainée par le Cheylard, le Donozau, le Langouyrou, le Cartalaye, le Puech Aranc et par divers autres petits cours d'eau. La commune possède un patrimoine naturel remarquable composé d'une zone naturelle d'intérêt écologique, faunistique et floristique.
Cheylard-l'Évêque est une commune rurale qui compte 64 habitants en 2022, après avoir connu un pic de population de 410 habitants en 1901.  Ses habitants sont appelés les Cheylardiens ou  Cheylardiennes.
Elle fait partie de la communauté de communes du Haut Allier.

## Géographie

### Communes limitrophes
Les communes limitrophes sont  Chaudeyrac, Luc, Mont Lozère et Goulet, Rocles, Saint-Flour-de-Mercoire et Saint-Frézal-d'Albuges.
|                        | Rocles                | Saint-Flour-de-Mercoire |
| Chaudeyrac             | Cheylard-l'Évêque     | Luc                     |
| Saint-Frézal-d'Albuges | Mont Lozère et Goulet |                         |

### Géologie et relief
La superficie de Cheylard-l'Évêque est de 2 964 hectares (29,64 km2) avec une altitude minimum de 1 055 mètres et un maximum de 1 491 mètres.

### Climat
Pour des articles plus généraux, voir Climat de l'Occitanie et Climat de la Lozère.
En 2010, le climat de la commune est de type climat de montagne, selon une étude s'appuyant sur une série de données couvrant la période 1971-2000. En 2020, Météo-France publie une typologie des climats de la France métropolitaine dans laquelle la commune est exposée à un climat de montagne ou de marges de montagne et est dans la région climatique Sud-est du Massif Central, caractérisée par une pluviométrie annuelle de 1 000 à 1 500 mm, minimale en été, maximale en automne.
Pour la période 1971-2000, la température annuelle moyenne est de 7,1 °C, avec une amplitude thermique annuelle de 15,5 °C. Le cumul annuel moyen de précipitations est de 1 151 mm, avec 10,2 jours de précipitations en janvier et 6,3 jours en juillet. Pour la période 1991-2020, la température moyenne annuelle observée sur la station météorologique la plus proche, située sur la commune de Châteauneuf-de-Randon à 10 km à vol d'oiseau, est de 7,5 °C et le cumul annuel moyen de précipitations est de 919,4 mm,. Pour l'avenir, les paramètres climatiques de la commune estimés pour 2050 selon différents scénarios d'émission de gaz à effet de serre sont consultables sur un site dédié publié par Météo-France en novembre 2022.

### Milieux naturels et biodiversité

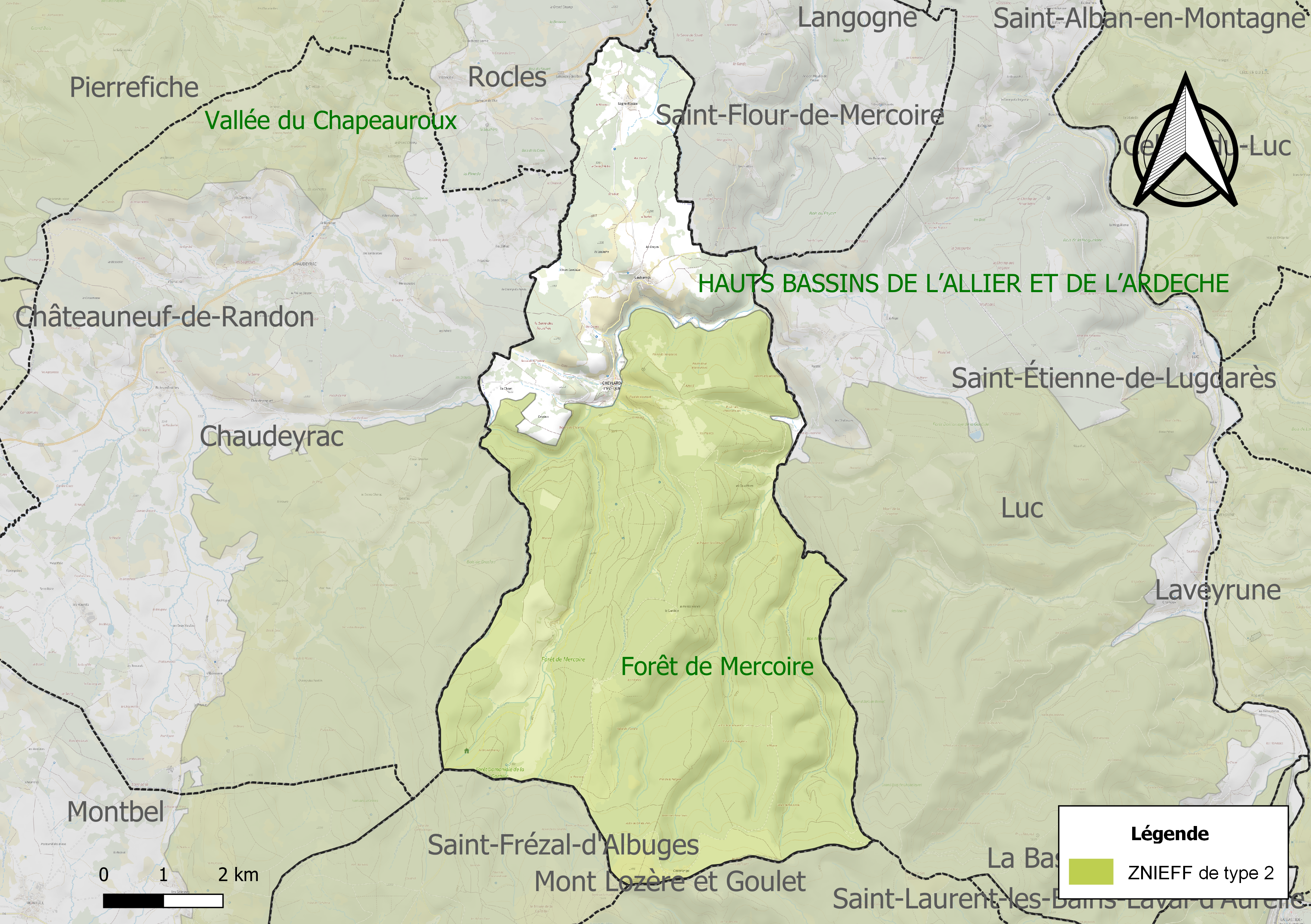
Carte de la ZNIEFF de type 2 localisée sur la commune.

L’inventaire des zones naturelles d'intérêt écologique, faunistique et floristique (ZNIEFF) a pour objectif de réaliser une couverture des zones les plus intéressantes sur le plan écologique, essentiellement dans la perspective d’améliorer la connaissance du patrimoine naturel national et de fournir aux différents décideurs un outil d’aide à la prise en compte de l’environnement dans l’aménagement du territoire.
Une ZNIEFF de type 2 est recensée sur la commune :
la « forêt de Mercoire » (11 190 ha), couvrant 7 communes du département.

## Urbanisme

### Typologie
Au 1er janvier 2024, Cheylard-l'Évêque est catégorisée commune rurale à habitat très dispersé, selon la nouvelle grille communale de densité à sept niveaux définie par l'Insee en 2022.
Elle est située hors unité urbaine et hors attraction des villes,.

### Occupation des sols
L'occupation des sols de la commune, telle qu'elle ressort de la base de données européenne d’occupation biophysique des sols Corine Land Cover (CLC), est marquée par l'importance des forêts et milieux semi-naturels (87,4 % en 2018), en diminution par rapport à 1990 (89,1 %). La répartition détaillée en 2018 est la suivante : 
forêts (79,1 %), prairies (10,9 %), milieux à végétation arbustive et/ou herbacée (8,4 %), zones agricoles hétérogènes (1,7 %). L'évolution de l’occupation des sols de la commune et de ses infrastructures peut être observée sur les différentes représentations cartographiques du territoire : la carte de Cassini (XVIIIe siècle), la carte d'état-major (1820-1866) et les cartes ou photos aériennes de l'IGN pour la période actuelle (1950 à aujourd'hui).

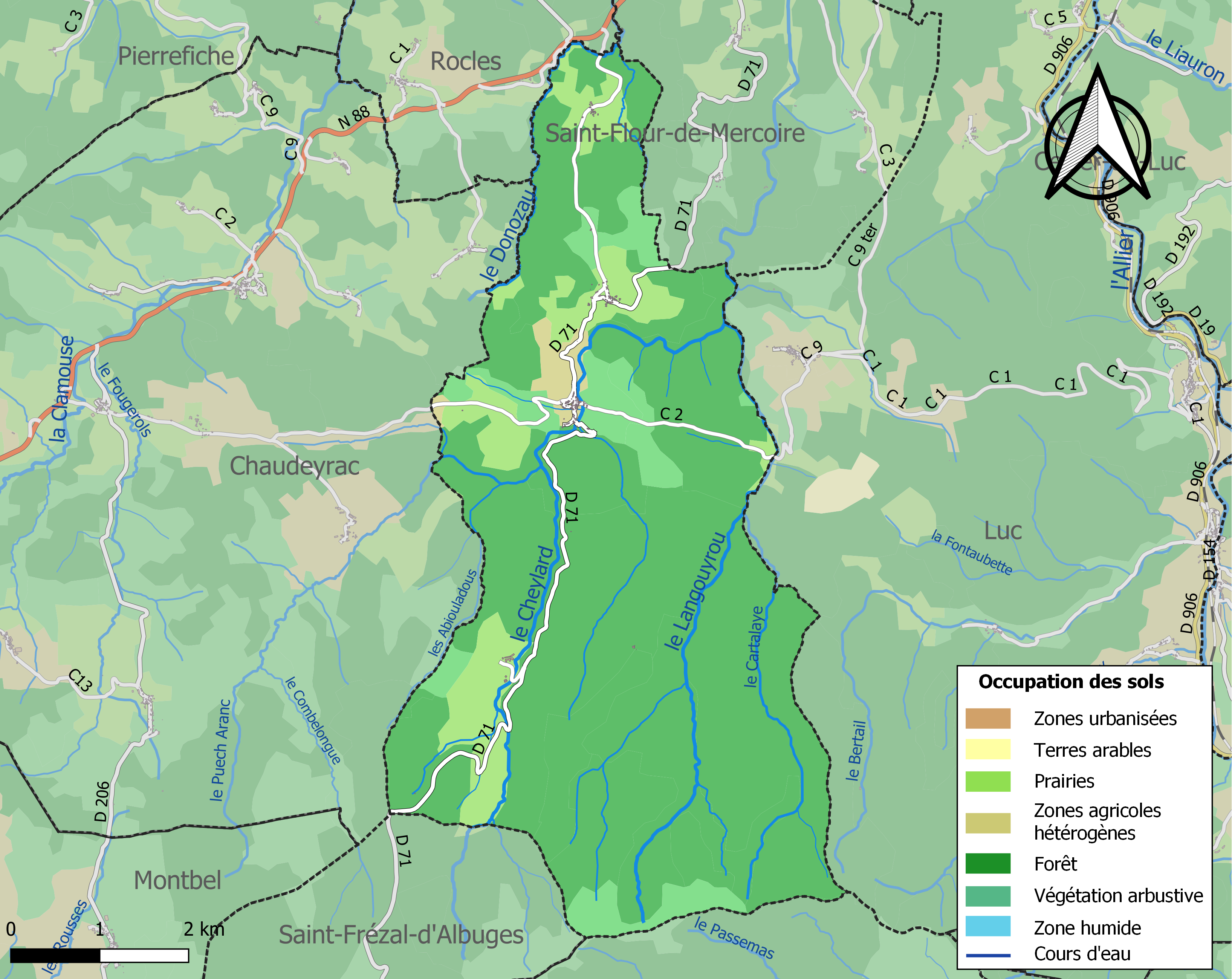
Carte des infrastructures et de l'occupation des sols de la commune en 2018 (CLC).

### Risques majeurs
Le territoire de la commune de Cheylard-l'Évêque est vulnérable à différents aléas naturels : météorologiques (tempête, orage, neige, grand froid, canicule ou sécheresse), feux de forêts, mouvements de terrains et séisme (sismicité faible). Il est également exposé à un risque particulier : le risque de radon. Un site publié par le BRGM permet d'évaluer simplement et rapidement les risques d'un bien localisé soit par son adresse soit par le numéro de sa parcelle.

#### Risques naturels
Cheylard-l'Évêque est exposée au risque de feu de forêt. Un plan départemental de protection des forêts contre les incendies (PDPFCI) a été approuvé en décembre 2014 pour la période 2014-2023. Les mesures individuelles de prévention contre les incendies sont précisées par divers arrêtés préfectoraux et s’appliquent dans les zones exposées aux incendies de forêt et à moins de 200 mètres de celles-ci. L’arrêté du 23 mars 2018, complété par un arrêté de 2020, réglemente l'emploi du feu en interdisant notamment d’apporter du feu, de fumer et de jeter des mégots de cigarette dans les espaces sensibles et sur les voies qui les traversent sous peine de sanctions. L'arrêté du 23 août 2021, abrogeant un arrêté de 2002, rend le débroussaillement obligatoire, incombant au propriétaire ou ayant droit,,.

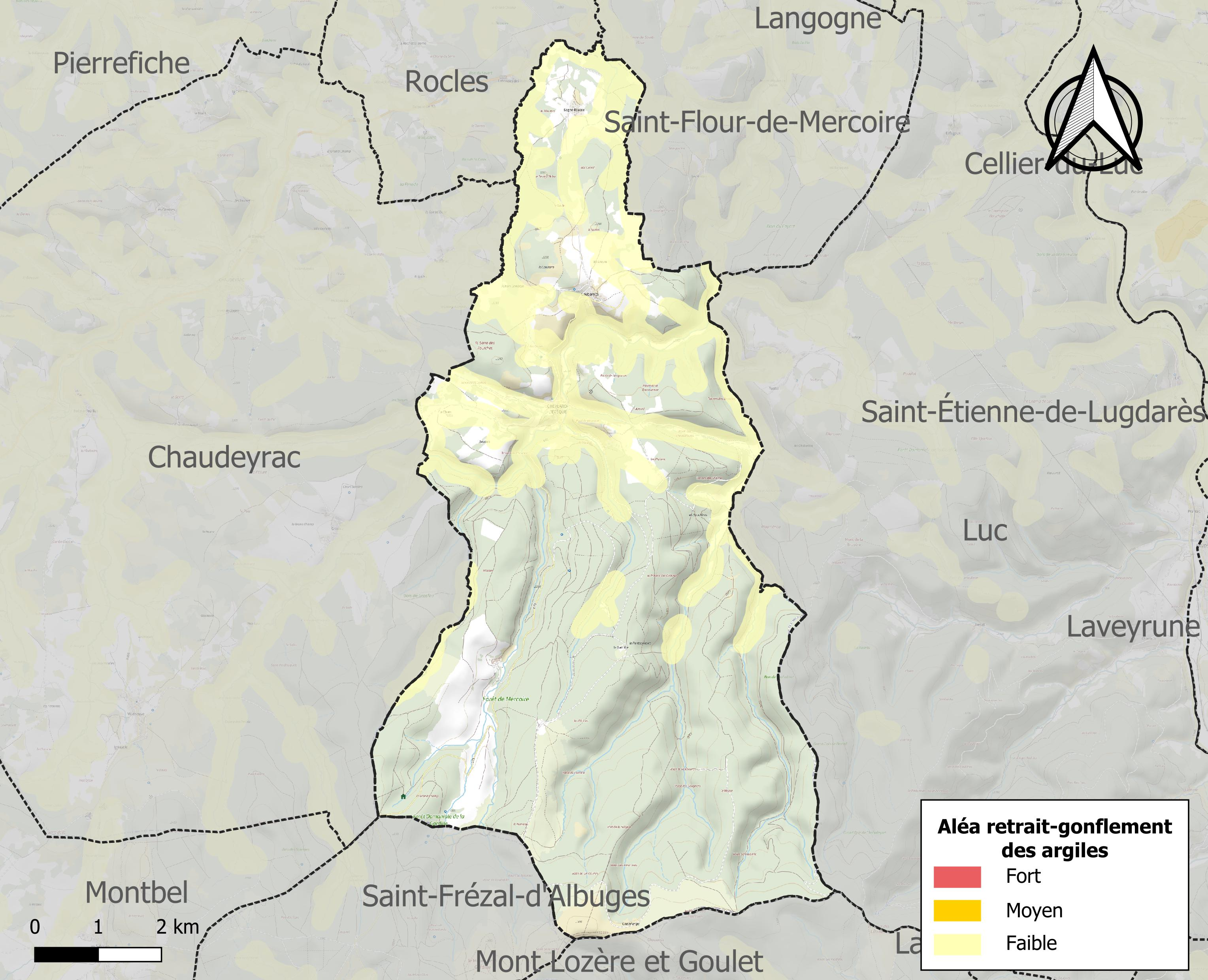
Carte des zones d'aléa retrait-gonflement des sols argileux de Cheylard-l'Évêque.

Les mouvements de terrains susceptibles de se produire sur la commune sont des éboulements, chutes de pierres et de blocs et des glissements de terrain.
Le retrait-gonflement des sols argileux est susceptible d'engendrer des dommages importants aux bâtiments en cas d’alternance de périodes de sécheresse et de pluie. Aucune partie du territoire de la commune n'est en aléa moyen ou fort (15,8 % au niveau départemental et 48,5 % au niveau national). Sur les 87 bâtiments dénombrés sur la commune en 2019,  aucun n'est en aléa moyen ou fort, à comparer aux 14 % au niveau départemental et 54 % au niveau national. Une cartographie de l'exposition du territoire national au retrait gonflement des sols argileux est disponible sur le site du BRGM,.
Par ailleurs, afin de mieux appréhender le risque d’affaissement de terrain, l'inventaire national des cavités souterraines permet de localiser celles situées sur la commune.
La commune a été reconnue en état de catastrophe naturelle au titre des dommages causés par les inondations et coulées de boue survenues en 1982, 1994 et 2003. 

#### Risque particulier
Dans plusieurs parties du territoire national, le radon, accumulé dans certains logements ou autres locaux, peut constituer une source significative d’exposition de la population aux rayonnements ionisants. Certaines communes du département sont concernées par le risque radon à un niveau plus ou moins élevé. Selon la classification de 2018, la commune de Cheylard-l'Évêque est classée en zone 3, à savoir zone à potentiel radon significatif.

## Histoire
La commune de Cheylard-l'Evêque tient son nom de l’ancien occitan caila-r, "maison forte, ferme sur un promontoire", contraction de castellar, même sens, du latin castellum, "redoute, petit château fort" avec le suffixe -are. Localement on dit Le Cheylard. On y rattacha le mot "Évêque" parce qu’un évêque de Mende, Guillaume VI, acheta le Cheylard au  seigneur de Randon en 1321. Le Cheylard et la forêt sont indissociables car c’est grâce à celle-ci que le village s’est développé. Le village resta sur le promontoire jusqu’au XIXe siècle puis s’installa au pied du rocher et devint une commune en 1888 par détachement de la commune de Chaudeyrac.
En haut du rocher, une chapelle dédiée à Notre-Dame de toutes les Grâces offre une vue magnifique sur le village et la forêt. L’église paroissiale est à signaler car son clocher provient de l’abbaye des Dames de Mercoire et date du XIIe siècle.

## Politique et administration

### Découpage territorial
La commune de Cheylard-l'Évêque est membre de la communauté de communes du Haut Allier, un établissement public de coopération intercommunale (EPCI) à fiscalité propre créé le 7 décembre 2006 dont le siège est à Langogne. Ce dernier est par ailleurs membre d'autres groupements intercommunaux.
Sur le plan administratif, elle est rattachée à l'arrondissement de Mende, à la circonscription administrative de l'État de la Lozère et à la région Occitanie.
Sur le plan électoral, elle dépend du canton de Langogne pour l'élection des conseillers départementaux, depuis le redécoupage cantonal de 2014 entré en vigueur en 2015, et de la circonscription de la Lozère pour les élections législatives, depuis le dernier découpage électoral de 2010.

### Liste des maires
| Période                                  | Période  | Identité      | Étiquette | Qualité |
| ---------------------------------------- | -------- | ------------- | --------- | ------- |
| Les données manquantes sont à compléter. |          |               |           |         |
| 2001                                     | 2014     | Régis Malzieu |           |         |
| 2014                                     | En cours | Philippe Pin  |           |         |

## Population et société

### Démographie

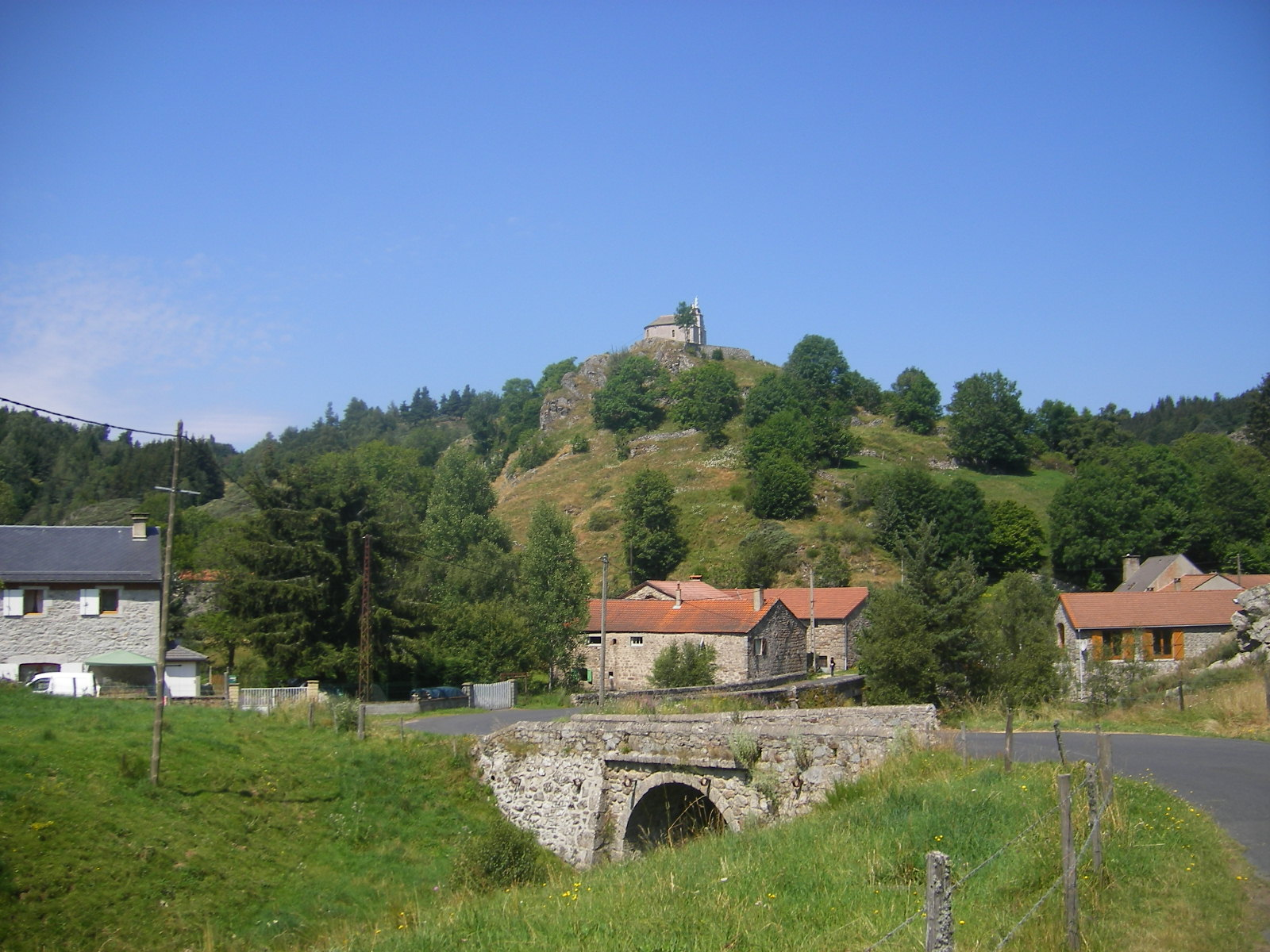
Vue générale.

L'évolution du nombre d'habitants est connue à travers les recensements de la population effectués dans la commune depuis 1891. Pour les communes de moins de 10 000 habitants, une enquête de recensement portant sur toute la population est réalisée tous les cinq ans, les populations de référence des années intermédiaires étant quant à elles estimées par interpolation ou extrapolation. Pour la commune, le premier recensement exhaustif entrant dans le cadre du nouveau dispositif a été réalisé en 2008.

En 2022, la commune comptait 64 habitants, en stagnation par rapport à 2016 (Lozère : +0,11 %, France hors Mayotte : +2,11 %).
| 1891 | 1896 | 1901 | 1906 | 1911 | 1921 | 1926 | 1931 | 1936 |
| ---- | ---- | ---- | ---- | ---- | ---- | ---- | ---- | ---- |
| 342  | 322  | 410  | 380  | 389  | 301  | 284  | 293  | 266  |

| 1946 | 1954 | 1962 | 1968 | 1975 | 1982 | 1990 | 1999 | 2006 |
| ---- | ---- | ---- | ---- | ---- | ---- | ---- | ---- | ---- |
| 231  | 211  | 184  | 151  | 125  | 114  | 60   | 54   | 60   |

| 2008 | 2013 | 2018 | 2022 | - | - | - | - | - |
| ---- | ---- | ---- | ---- | - | - | - | - | - |
| 62   | 62   | 63   | 64   | - | - | - | - | - |

## Économie

### Emploi
|                | 2008  | 2013  | 2018  |
| -------------- | ----- | ----- | ----- |
| Commune        | 6,5 % | 2,9 % | 5,6 % |
| Département    | 5 %   | 6,4 % | 7,1 % |
| France entière | 8,3 % | 10 %  | 10 %  |

En 2018, la population âgée de 15 à 64 ans s'élève à 36 personnes, parmi lesquelles on compte 61,1 % d'actifs (55,6 % ayant un emploi et 5,6 % de chômeurs) et 38,9 % d'inactifs,. En  2018, le taux de chômage communal (au sens du recensement) des 15-64 ans est inférieur à celui de la France et département, alors qu'en 2008 il était supérieur à celui du département et inférieur à celui de la France.
La commune est hors attraction des villes,. Elle compte 12 emplois en 2018, contre 11 en 2013 et 16 en 2008. Le nombre d'actifs ayant un emploi résidant dans la commune est de 21, soit un indicateur de concentration d'emploi de 57,3 % et un taux d'activité parmi les 15 ans ou plus de 39,7 %.
Sur ces 21 actifs de 15 ans ou plus ayant un emploi, 10 travaillent dans la commune, soit 48 % des habitants. Pour se rendre au travail, 57,1 % des habitants utilisent un véhicule personnel ou de fonction à quatre roues, 4,8 % s'y rendent en deux-roues, à vélo ou à pied et 38,1 % n'ont pas besoin de transport (travail au domicile).

## Culture locale et patrimoine

### Lieux et monuments

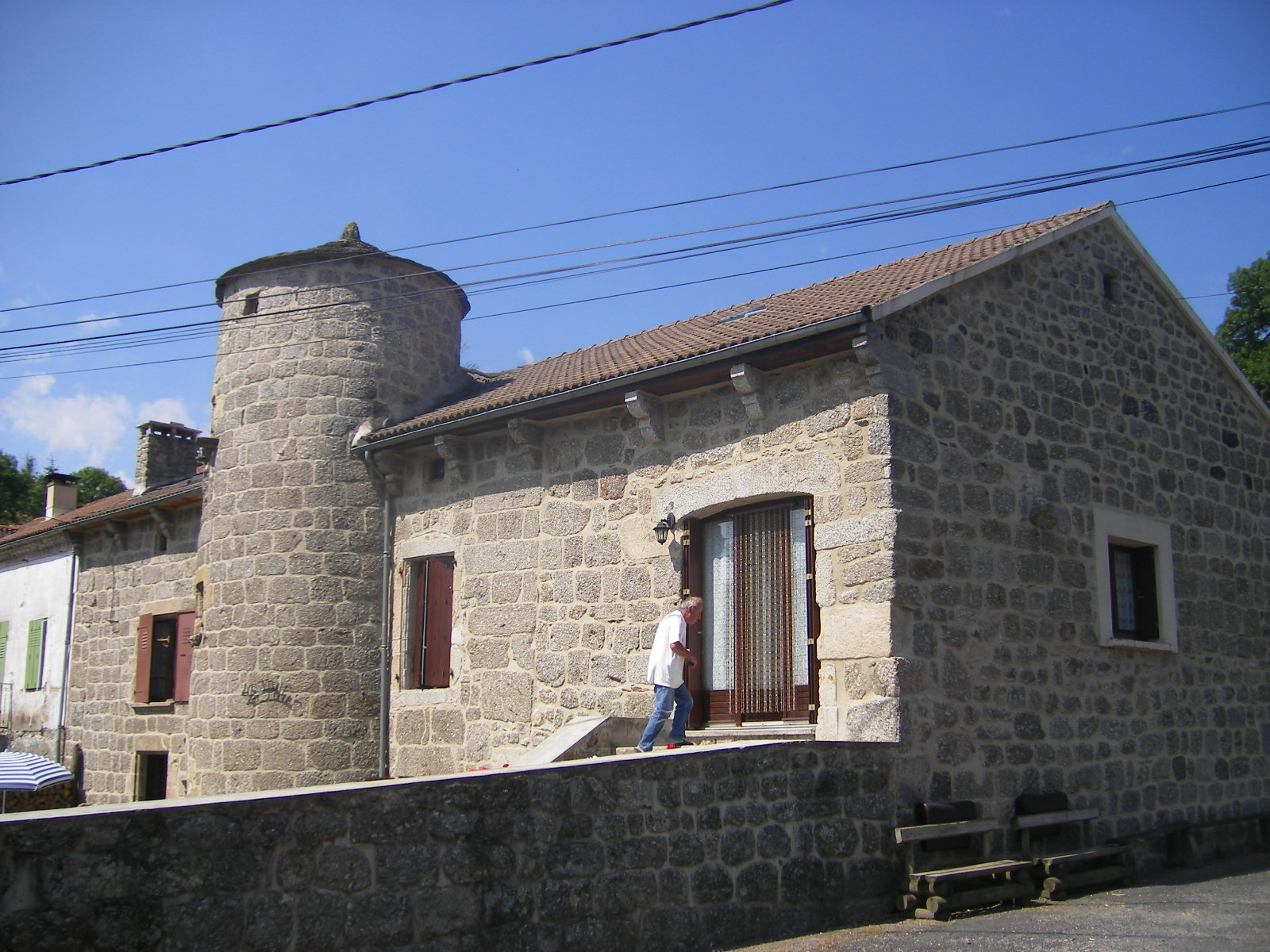
Détail d'une habitation.

- Abbaye de Mercoire. Elle est située au sud du village en forêt de Mercoire. Elle est devenue une ferme privée.
- Église Notre-Dame-de-l'Assomption de Cheylard-l'Évêque.
- Chapelle de l'abbaye de Mercoire.
- Chapelle Notre-Dame-de-Toutes-Grâces de Cheylard-l'Évêque.

### Personnalités liées à la commune

#### Nées dans la commune
- Jean-Baptiste-Maximilien Chabalier (1887-1955), vicaire apostolique de Phnom-Penh, évêque in partibus de Pharan (de).
- Marc Grunebaum (1942-1985), réalisateur de cinéma et de télévision.

#### Liées à la commune
L'écrivain écossais Robert Louis Stevenson traversa Cheylard-l'Évêque le 25 septembre 1878 lors de son périple à travers les Cévennes relaté dans son Voyage avec un âne dans les Cévennes (1879).

### Héraldique
| Blason de Cheylard-l'Évêque | Blason  | Parti : au 1er de sinople à une crosse d'évêque contournée d'or, au 2d d'or à deux montagnes isolées de trois coupeaux de sinople, l'une au-dessus de l'autre. |
| Blason de Cheylard-l'Évêque | Détails | Adopté en 2021. |